# Carrozzeria Barbi
Pour l’article ayant un titre homophone, voir Barbie.
Carrozzeria Barbi SpA est une société italienne de carrosserie fondée en 1905 par Galileo Barbi, à Concordia sulla Secchia dans la province de Modène, région de l'Émilie-Romagne au nord-est de l'Italie.

## L'histoire de la Carrosserie Barbi
À l'origine, la société a commencé par fabriquer des voitures à traction animale et a obtenu, vu la très grande qualité de ses productions, le 1er prix de l'Exposition Internationale de Paris en 1911
. Ce type de fabrication se poursuivit jusqu'en 1927, lors de l'apparition de la motorisation de masse dans les transports collectifs.
C'est alors que son fondateur, Galileo Barbi, veut convertir ses ateliers pour lancer la fabrication de ces nouveaux véhicules et décide de construire une nouvelle usine sur la commune voisine de Mirandola. Il commence avec la fabrication de carrosseries spéciales pour voitures, mode très prisée à l'époque des fameuses carrosseries fuori serie puisque les constructeurs ne livraient que des châssis nus. La Carrozzeria Barbi produit de nombreuses voitures sur les châssis des principaux constructeurs italiens : Alfa Romeo, Ansaldo, Fiat, Lancia ou OM. Un de ses illustres clients a été Tazio Nuvolari, fameux pilote de voitures de course qui était un passionné de voitures et qui a commandé quantité de modèles avec des carrosseries très variées.
À partir de 1930, l'activité de carrosserie automobile est progressivement remplacée par celle des carrosseries pour véhicules industriels comme les fourgons, les aménagements de camions de vente ambulante ainsi que les véhicules spéciaux comme les ambulances. Mais le secteur qui mobilisera le plus l'entreprise à cette époque sera celui des autocars et autobus qui connaissent un très fort développement. La Carrozzeria Barbi travaillera sur des châssis des constructeurs italiens réputés : Alfa Romeo Industrie, Fiat V.I., Lancia V.I. et OM.
Pendant la Seconde Guerre mondiale, la production d'autocars et autobus sera suspendue au titre de l'effort de guerre demandé à toutes les sociétés industrielles pour fabriquer des véhicules militaires pour le compte du ministère italien de la Marine. L'entreprise reprendra son activité de base de construction d'autocars et autobus dès la fin du conflit. La Carrozzeria Barbi devient rapidement une valeur sûre parmi les constructeurs européens du secteur et participe à de nombreux salons nationaux et internationaux spécialisés.

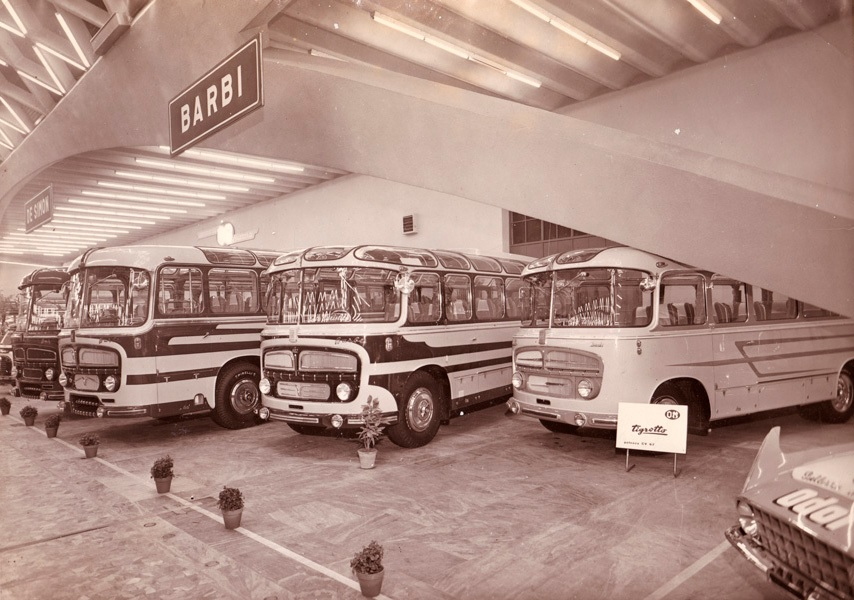
Le stand Barbi au Salon de l'automobile de Turin 1950

Après le décès du fondateur Galileo Barbi en 1962, c'est son fils, Sirner Barbi, qui prend la direction de l'entreprise. Dès le début des années 1970, il engage un grand programme d'investissements pour répondre aux nouvelles demandes du marché italien très exigeant en la matière, mais aussi pour devenir un constructeur novateur en proposant de nouveaux concepts de transports en commun. Il lance des modèles innovants comme l’autobus avec toit ouvrant, l’autobus avec plancher haut panoramique, la mode des autocars avec les montants des vitres latérales inclinés, qui est toujours à la mode aux États-Unis sur les bus de ligne. La Carrozzeria Barbi va équiper tous ses autocars de la climatisation, du chauffage par air pulsé, de fauteuils inclinables, installer la radio et la télévision et surtout utiliser des matériaux adéquats pour obtenir un habitacle isolé thermiquement et acoustiquement mais également des vibrations du moteur et de la route. Il mettra au point l'ouverture des portes télécommandée.
Avec l'abolition progressive des droits de douane en Europe, la Carrozzeria Barbi va travailler, à partir de 1980, sur des châssis non plus uniquement italiens mais de divers constructeurs étrangers qui importer et distribuer en  incluant dans leur catalogue la version carrossée par Barbi : Iveco Bus, Mercedes, Volvo, Renault, Man ou Daf. Mais à partir de 1985, c'est le constructeur suédois Volvo qui signe un contrat de fournisseur privilégié avec Barbi. Volvo obtiendra, durant les années 1990, un statut de fournisseur exclusif de châssis pour Barbi et s'obligera à distribuer les autocars de luxe Barbi dans son réseau italien.
Après le décès de Sirner Barbi en 1994, ce sont les petits-fils du fondateur, Carlo et Alberto Barbi, qui prennent les rênes de l'entreprise. En 1977, l’entreprise doit à nouveau s'agrandir pour faire face aux commandes et une nouvelle unité de production voit le jour, tout près de l'ancienne usine dans la zone industrielle de Mirandola. Deux nouveaux modèles Barbi Echo et Italia 99, construits sur un châssis et une motorisation Volvo sont lancés. Ces deux véhicules GT haut de gamme vont affirmer le prestige de la Carrozzeria Barbi partout dans le monde.
En 2000, un nouveau véhicule de grand tourisme est lancé : le Genesis. Son succès commercial renforce le constructeur dans ses choix de qualité de ses productions.
L'année 2007 sera l'année des grands bouleversements. Les jeunes dirigeants de la Carrozzeria Barbi négocient avec Volvo la reprise de leur indépendance en voulant redevenir libres d'utiliser les châssis d'autres constructeurs plus modernes et plus compétitifs. Ils s'engagent également dans l'élaboration de Vans pour le transport de chevaux de course et attaquent le secteur des cabines de téléphériques.
En 2008, un nouveau modèle dans la lignée du Genesis est lancé, le Galileo, construit sur une base Irisbus-Iveco. 
À partir de 2009, Barbi fabrique et commercialise une nouvelle version du Genesis, construit sur une base Iveco.
Durant la décennie écoulée, avec l'arr^t d'activité de très nombreuses carrosseries industrielles : Mauri de Desio,  Carrozzeria Luigi Dalla Via de Schio, carrozzeria De Simon de Osoppo, Cacciamali de Brescia et carrozzeria Padane de Modène, la Carrozzeria Barbi reste la dernière grande entreprise italienne dans le domaine des autobus.

## L'entreprise Barbi aujourd'hui
Barbi est un carrossier indépendant qui a repris son rôle d'inventeur de carrosseries pour répondre à la demande d'une clientèle exigeante, diverse et variée. En 2008, les nouveautés concernent le lancement du "Galiléo", un autobus touristique GT haut de gamme, d'une longueur de 10,20 m, proposé sur une base Volvo et MAN ainsi qu'un nouveau "Genesis" trois essieux de 13,80 m de longueur, proposé sur un châssis IVECO, dont la commercialisation débute en 2009. À la suite de difficultés financières, la production a été très ralentie. 
Barbi dispose de son propre réseau de commercialisation et d'assistance.
En 2016, Isabella Barbi, l'arrière petite fille du fondateur de l'entreprise, Galileo Barbi, crée la société Barbi Coach & Bus Srl à Modène. Cette nouvelle entité réalise des carrosseries et des aménagements d'autobus, notamment le modèle "Sole", un autobus scolaire construit sur la base de l'Iveco 100. Elle s'est engagée à racheter son confrère, la Carrozzeria Sitcar.

## Production

### Modèles anciens

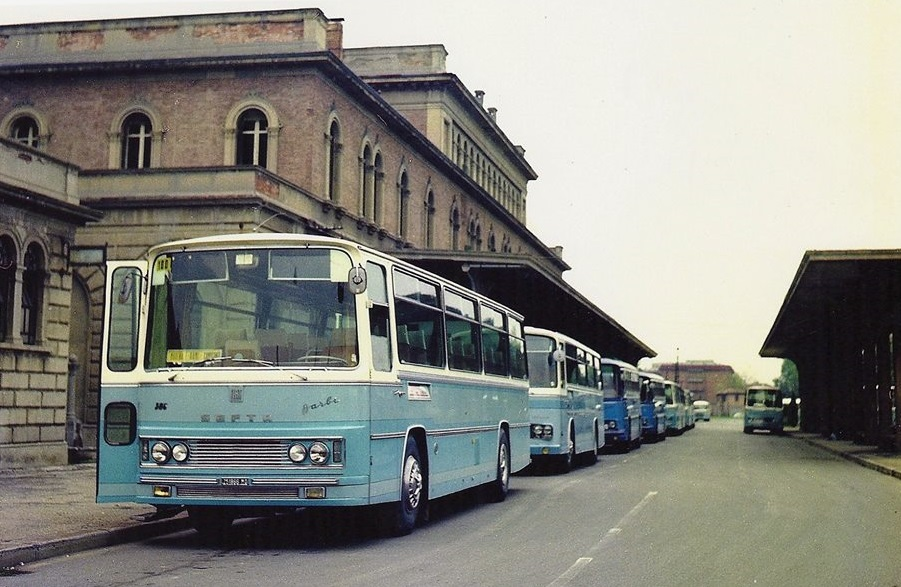
Fiat 306 Barbi en livrée SEFTA (Modène, 1970)

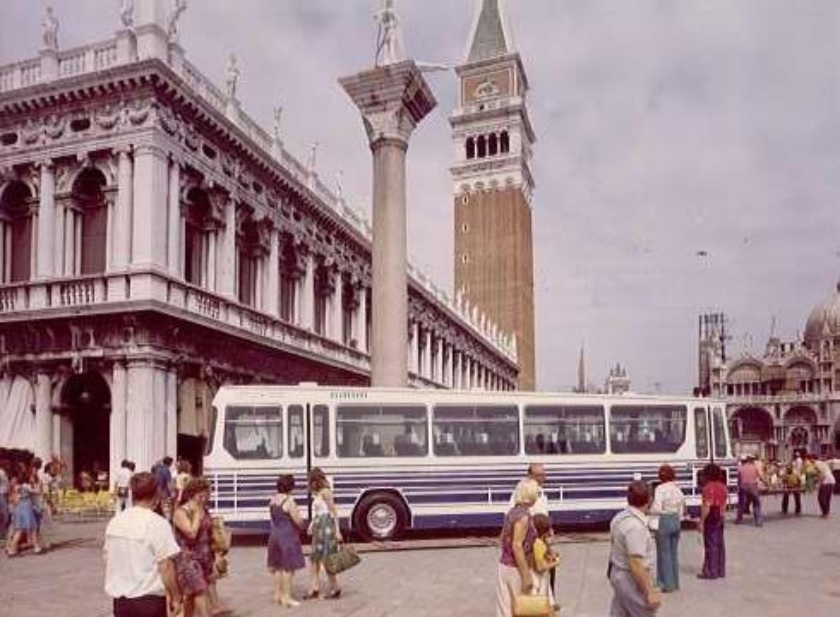
Fiat 343 Barbi exposé Place Saint-Marc à Venise (1974)

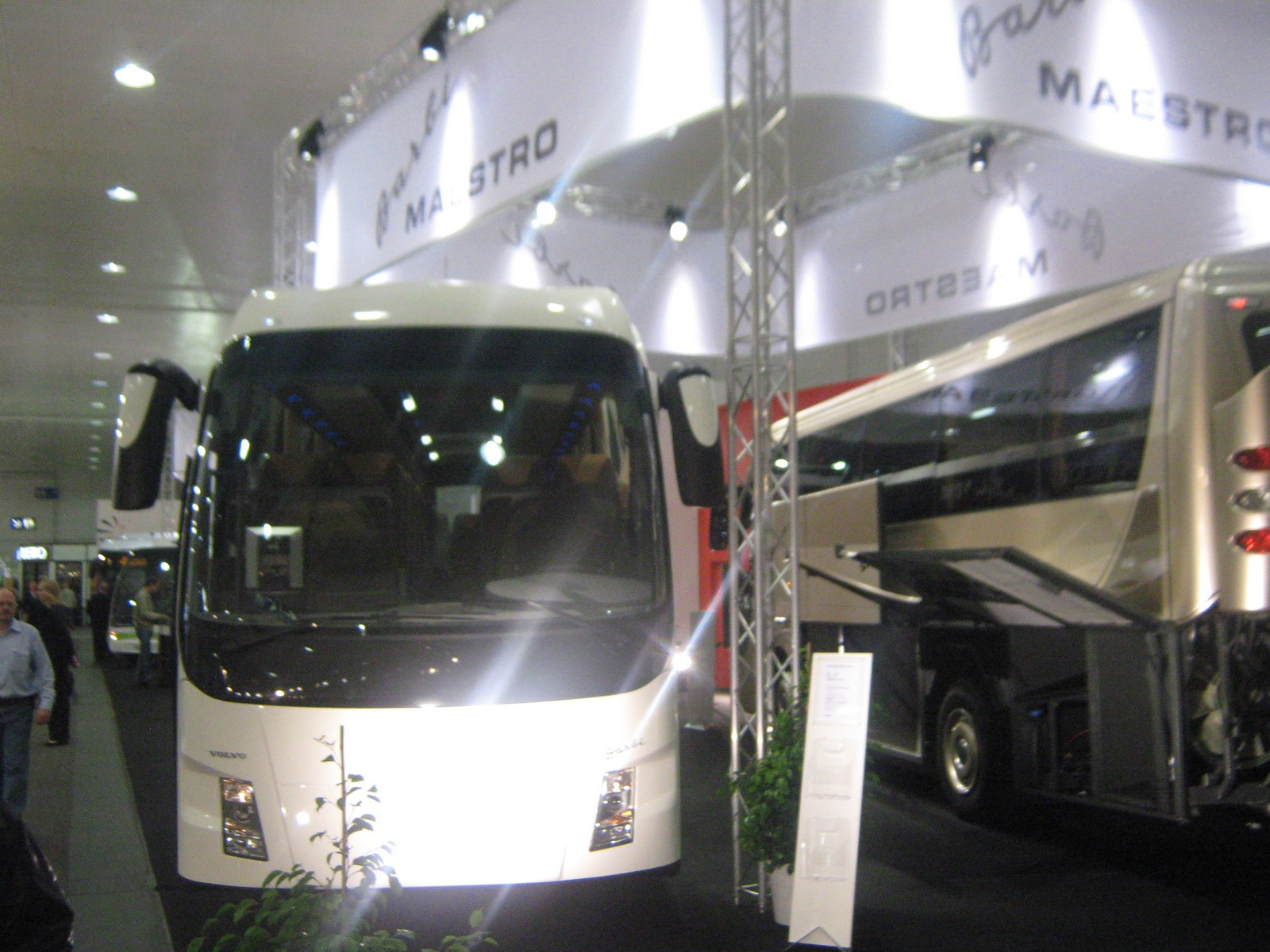
Barbi Maestro exposé au Salon de l'automobile de Hanovre 2010

- Lancia Artena Sport Barbi (1932)
- Fiat 503 Ambulance
- Fiat 507 F
- Fiat 514
- Fiat 621RN
- Fiat 621RN toit ouvrant (1935)
- Fiat 629
- Fiat 635
- Fiat 642RN
- Fiat 642 RN Panoramique
- Fiat 666RN
- Fiat 680RN
- Fiat 680RN Granturismo
- Fiat 682RN
- Fiat 682 Superpanoramique
- Fiat 306
- Fiat 306-3
- Fiat 306 Barbi
- Fiat 306 I
- Fiat 308 L
- Fiat 309
- Fiat 309/1 L
- Fiat 314
- Fiat 343 Mirage
- Fiat-Iveco 370
- Lancia 3 RO
- Lancia Esagamma GT 715
- Lancia Esatau V11
- Alfa Romeo 450A
- Alfa Romeo 902AS
- OM Super Taurus Barbi (1952)
- OM Super Orione
- OM Leoncino
- Barbi 284
- Mercedes 0303 15R
- Volvo B10M C5
- Volvo B10M C2
- Volvo ITALIA'99
- Volvo 199 B10M
- Volvo B12 ECHO
- Volvo I99 - 2ème édition

## Modèles actuels
- Galileo 10,2 m
- Genesis 12,0 m
- Genesis 13,8 m
- Genesis
- Iveco Genesis HDH
- Antares
- Galileo HD
- Galileo HDL
- Galileo HDH
- Iveco 100 Sole - Autobus scolaire